# Les rescloses de Dolo
Les rescloses de Dolo és una pintura a l'oli realitzada per Canaletto probablement el 1728 i actualment exposada al Staatsgalerie de Stuttgart.
El Brenta s'estenia cap a l'interior i passava per Dolo abans d'arribar a Pàdua. La carretera que vorejava les seves vores travessava camps de d'arbres fruiters, granges i viles on els
venecians solien passar la primera part de l'estiu. Els historiadors no es posen d'acord sobre la data d'aquest i un altre quadre de Canaletto sobre el mateix tema que es troba en l'Ashmolean Museum d'Oxford, a la Gran Bretanya. L'artista podria haver realitzat el quadre en qualsevol moment, fins i tot en la dècada de 1730, quan es trobava al cim de la seva activitat, ja que el viatge era còmode i una llanxa sortia de Venècia a Pàdua cada dia.
Però també podria ser una obra de principis de la dècada de 1740, quan Canaletto va fer un viatge pel Brenta amb el seu nebot Bellotto, que pintà la mateixa escena. Es tendeix a pensar que les tres teles foren pintades durant o, amb major versemblança, poc després d'aquesta excursió, però les diferències en la forma de tractar la pintura indueix a pensar que entre ambdues obres de Canaletto existeix un lapse de temps d'una dècada. A l'artista li agradava afrontar temes semirurals. Com en altres obres realitzades a la terra ferma veneciana, aquest quadre trasllueix una
sensació d'alegria en presentar els espais oberts i relaxants. Tant els aristòcrates de visita com els camperols semblen estar bé prenent al sol, els nobles passegen, xerren i assenyalen alguna cosa, mentre que un vilatà pesca a la resclosa i les dones surten a les finestres.
Com a totes les obres de Canaletto, el seu geni resideix en l'aguda observació de detalls agradables.